# Società filatelica del Cile
La Società filatelica del Cile è una delle istituzioni culturali più vecchie del paese. Fu fondata il 15 marzo 1889 un gruppo di famigerati personaggi dell'epoca, tra i quali Ramón Laval, Samuel Ossa, Germán Greve e José-Miguel Besoaín.
Il suo obiettivo principale consiste nella diffusione della filatelia, portando avanti attività e una pubblicazione di studi e informazioni con i nomi di Gli annali della società, tra il 1892 e il 1904, La gazzetta filatelica, tra il 1934 e il 1936 e infine arrivando all'attuale nome di Cile filatelico, dal 1929 a oggi, oltre a innumerevoli pubblicazioni minori.
Nel 1968 fu una delle fondatrici della Federazione interamericana di filatelia.